# Negoro-nuri

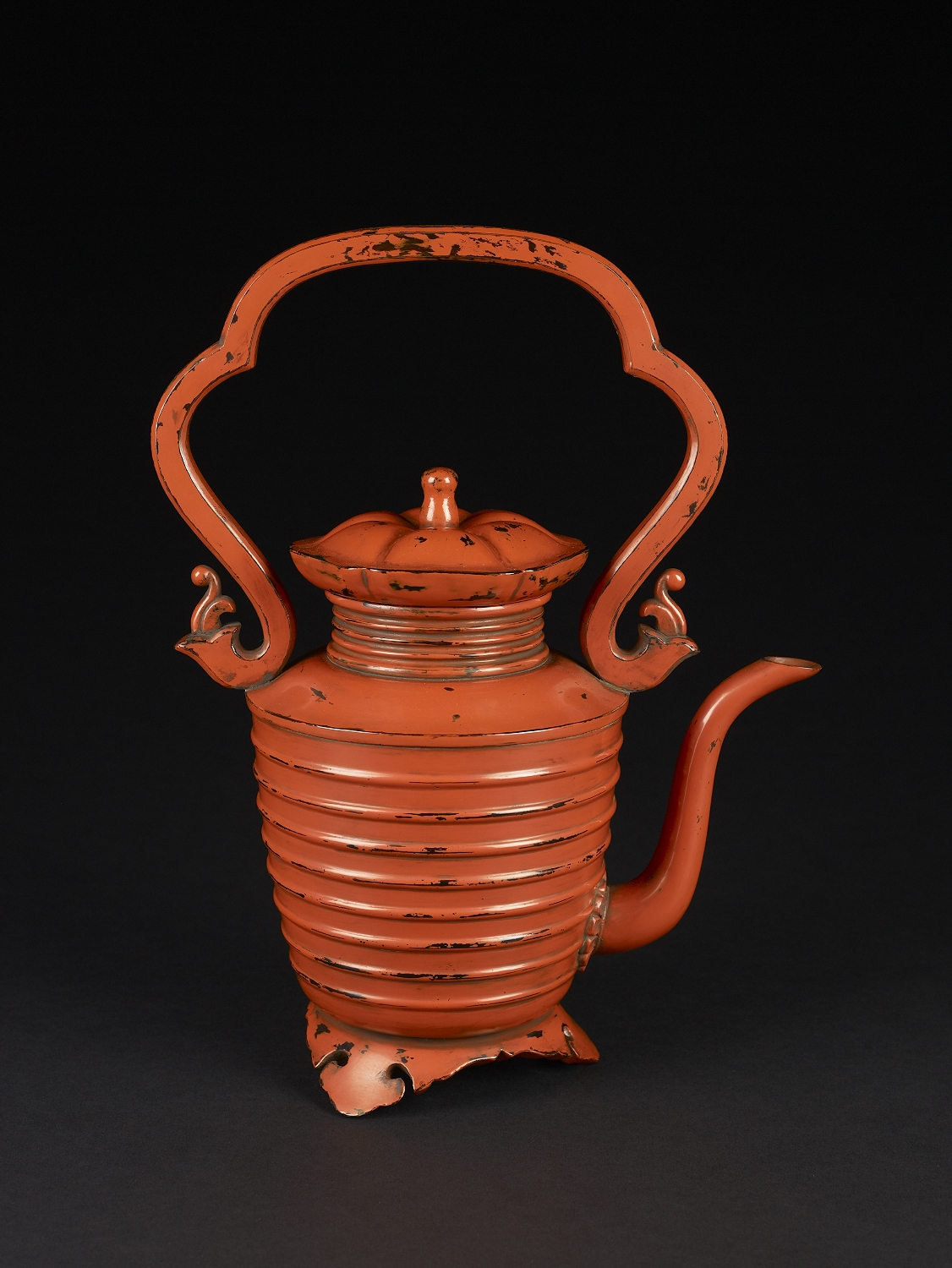
Negoro-Kanne für heißes Wasser (Birmingham Museum of Art)

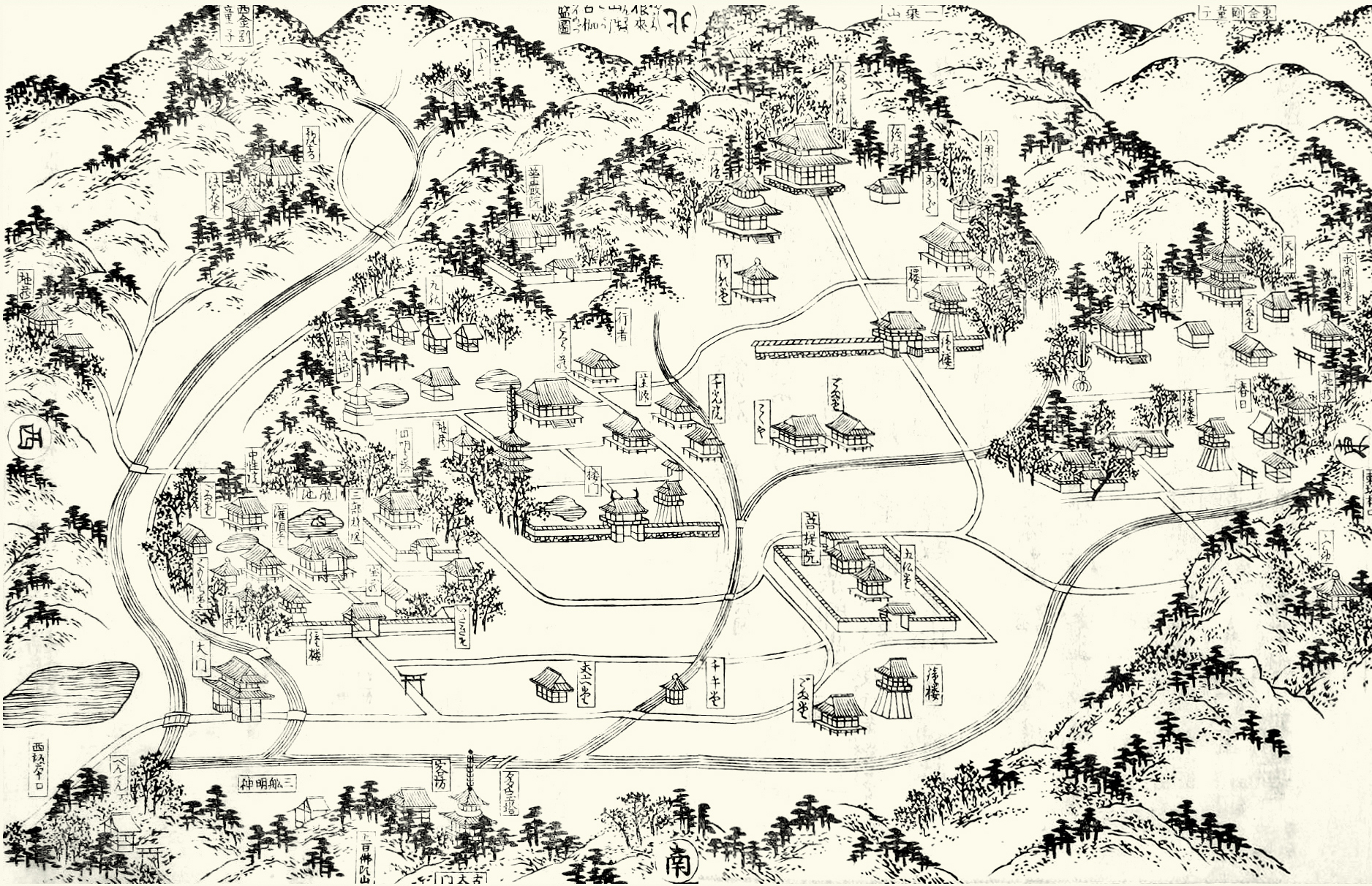
Der Negoro-Tempel im frühen 19. Jahrhundert (aus: Kii no kuni meisho zue)

Als Negoro-nuri (jap. 根来塗) bezeichnet man eine japanische Lacktechnik, die einst im Negoro-Tempel (Negoro-ji) der alten Provinz Kii (heute Präfektur Wakayama) entwickelt wurde. Lange nannte man diese Lackarbeiten Negoro-mono (Negoro-Dinge) oder kurz Negoro. Die Bezeichnung Negoro-nuri (Negoro-Lackierung) kam erst in der Meiji-Zeit auf.
Während der Kamakura-Zeit kam es in der buddhistischen Shingon-Schule zu einem Schisma, und eine große Zahl von Mönchen zog vom Kōya-Gebirge unter ihrem Anführer Kakuban zu dem in der Nähe gelegenen Negoro-Tempel, der sich in der Folge zu einem Zentrum der „Neuen Shingon-Lehre“ entwickelte.
Hier stellte man – zunächst zum eigenen Bedarf – aus Holz nicht nur Gebrauchsgegenstände wie Tee- und Reisschalen, Kännchen, Tablette, sondern auch Ritualgerätschaften her, die nach der Grundierung mit schwarzem Lack mit einer weiteren, roten Lackschicht überzogen wurden. Als Holz verwendete man robuste, haltbare Sorten. Zwar waren rote Lackierungen schon seit der Heian-Zeit bekannt, doch die in Negoro hergestellten Arbeiten wurden durch einen neuen ästhetischen Effekt berühmt. Denn bei längerem Gebrauch trat an Rissen, Absplitterungen und Abreibungen der schwarze Untergrund wieder zum Vorschein. Hierdurch entstanden unregelmäßige Muster, die in Verbindung mit den vergleichsweise einfachen, gebrauchsorientierten Formen der Objekte der sich seit dem 12. Jahrhundert ausbildenden Wabi-Sabi-Ästhetik entgegenkamen. Moderne Arbeiten erzielen durch Abschleifung ähnliche, doch stärker kontrollierte, ornamentale Effekte. Schon in der Kamakura-Zeit verzichtete man gelegentlich auf die zweite, rote Lackierung. Diese Arbeiten werden „Schwarzes Negoro“ (Kuro-Negoro) genannt. Auch hier spielen Abnutzungseffekte eine Rolle.
Man vermutet, dass die Lackgefäße zunächst von Werkstätten hergestellt wurden, in denen Handwerker für Holz und solche für Lackarbeiten in kleinen Gruppen kooperierten. Mit der steigenden Nachfrage von außerhalb entwickelte sich eine Produktion in größerem Maßstab. Nach der Zerstörungen eines großen Teils der Tempelanlagen im Jahre 1585 durch Truppen des Feldherren Toyotomi Hideyoshi verließen die meisten der überlebenden Mönche und Handwerker Negoro. Ihr Fachwissen floss in die Arbeiten anderer Produktionsstätten wie Kuroe (heute: Kainan, Präfektur Wakayama), Wajima (Präfektur Ishikawa), ja sogar Satsuma (heute Präfektur Kagoshima) ein. Schriftliche Quellen zu den alten Negoro-Lackarbeiten sind nicht erhalten. Im Jahre 1976 durchgeführte Ausgrabungen in Negoro erbrachten u. a. einige Funde zu den Produktionsstätten und Eigenschaften.
Die in der holzreichen Region um Negoro bis heute gepflegte Produktion von Lackarbeiten im Negoro-Stil ging während des 20. Jahrhunderts ungeachtet diverser Förderungsmaßnahmen stark zurück.

## Galerie

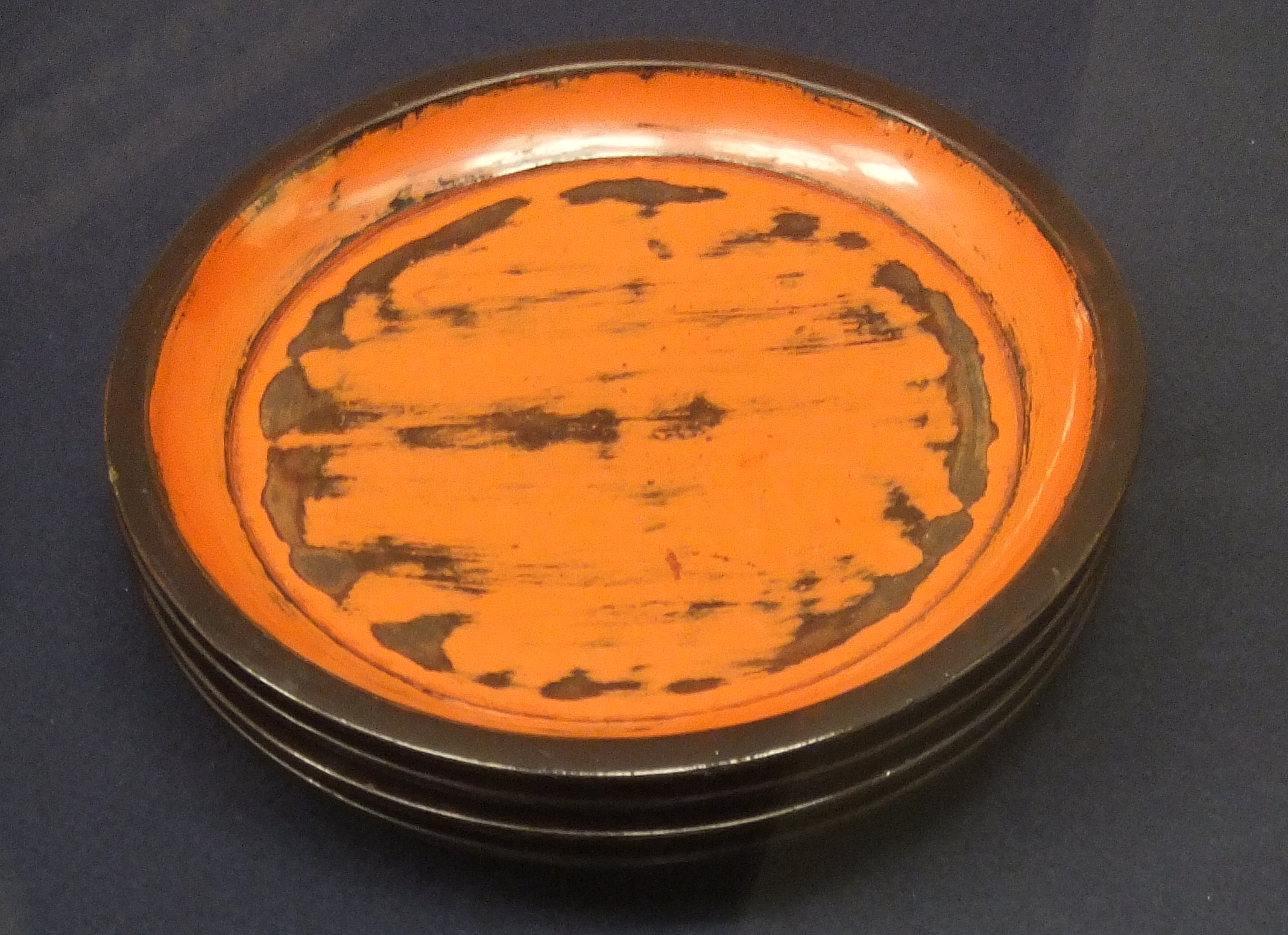
Negoro-Schalen aus der Muromachi-Zeit (Städtisches Volkskundemuseum Iwade, Präfektur Wakayama)
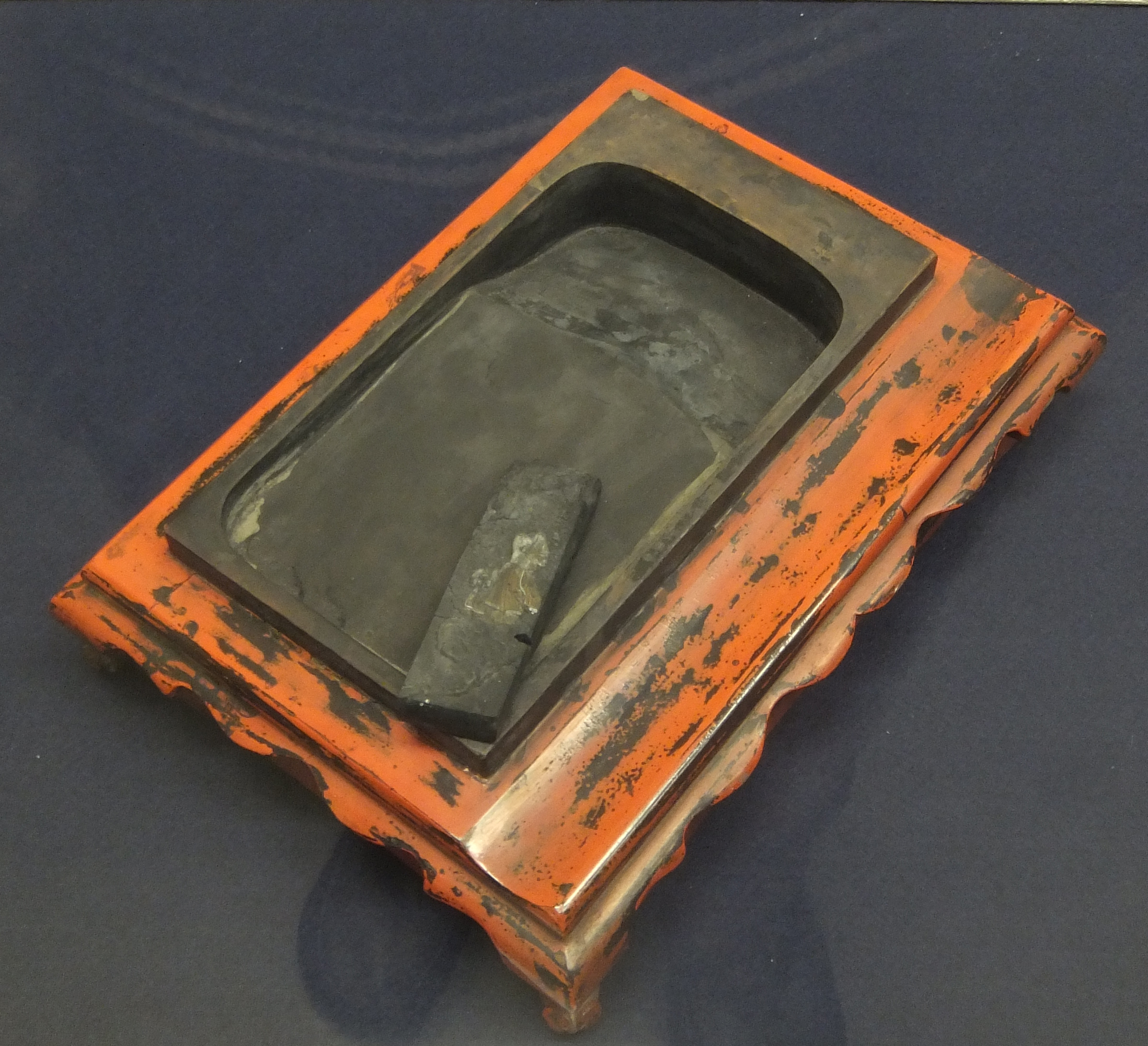
Japanischer Tuschereibstein aus der Edo-Zeit, Holzfassung in Negoro-Stil lackiert. (Städtisches Volkskundemuseum Iwade)
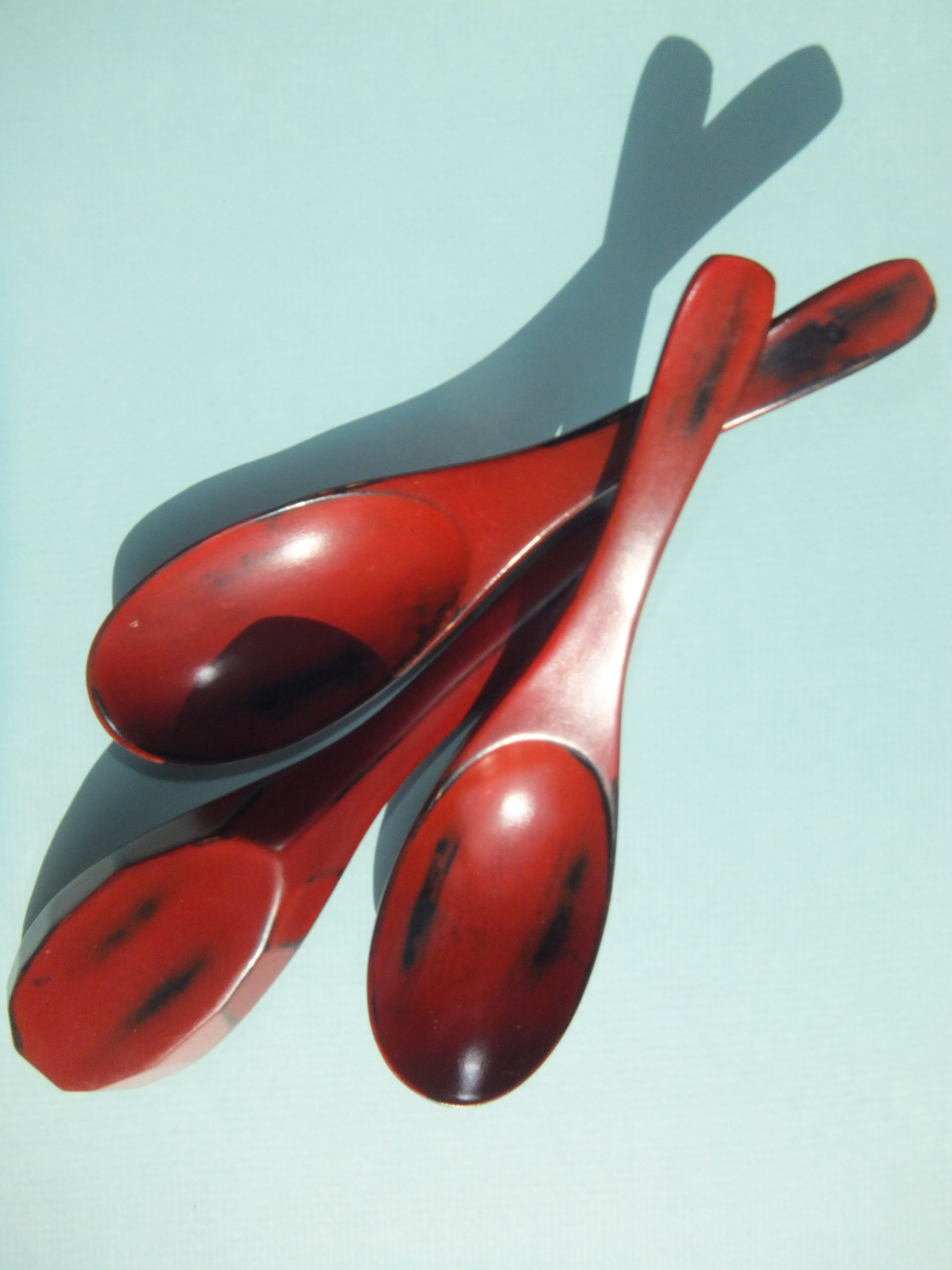
Negoro-Löffel, ca. Mitte 20. Jh.
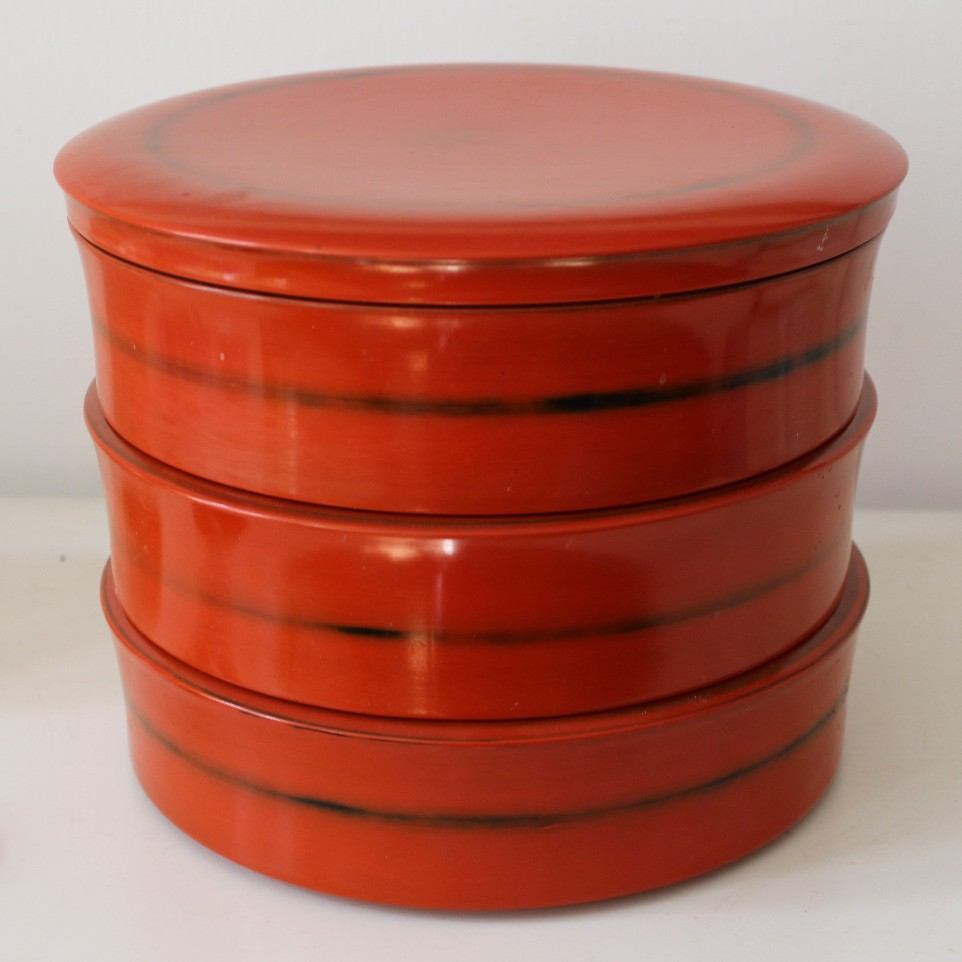
Moderne Negoro-Lackarbeit